# Silometopus tenuispinus
Espèce
Synonymes
- Silometopus tenuispina Denis, 1950

Silometopus tenuispinus est une espèce d'araignées aranéomorphes de la famille des Linyphiidae.

## Distribution
Cette espèce est endémique des Pyrénées. Elle se rencontre à Andorre et en France en Ariège entre 2 000 et 2 350 m d'altitude.

## Publication originale
- Denis, 1950 : Notes sur les érigonides. XVII. Additions et rectifications au tableau de détermination des femelles. Descriptions d'espèces nouvelles. Bulletin de la Société d'Histoire naturelle de Toulouse, vol. 84, p. 245-257.